# تله‌لاجیک
تله‌لاجیک (انگلیسی: Telelogic) شرکت فناوری اطلاعات سوئدی است، که در سال ۱۹۸۳ تأسیس شد.